# Carlos Tan
Carlos S. Tan (Ormoc, 4 november 1898 - 10 juni 1976) was een Filipijns politicus. 

## Biografie
Carlos Tan werd geboren op 4 november 1898 in de stad Ormoc in de Filipijnse provincie Leyte. Hij was een zoon van Pablo Tan en Rosalia Salvatierra. Tan studeerde aan het Colegio de San Carlos, behaalde een Bachelor of Arts-diploma aan het Colegio de San Juan de Letran in Manilla en studeerde rechten aan de University of the Philippines. Na zijn afstuderen in 1915 slaagde hij in hetzelfde jaar tevens voor het toelatingsexamen van de Filipijnse balie.
Tans politieke carrière begon in 1920 toen hij werd gekozen tot raadslid van Ormoc. Bij de verkiezingen van 1922 werd hij namens het 1e kiesdistrict van Leyte gekozen in het Filipijnse Huis van Afgevaardigden. Bij de verkiezingen van 1931 en die van 1934 herhaalde hij dit succes. De ratificatie van de Filipijnse Grondwet in 1935 betekende dat het Filipijns Congres werd vervangen door het eenkamerige Assemblee van de Filipijnen. In 1938 won Tan bij de verkiezingen een zetel in dit Assemblee met een termijn tot 1941.
In 1946 werd Tan opnieuw gekozen tot afgevaardigde van het 1e kiesdistrict van Leyte. Een jaar later, nog voor het einde van zijn termijn, werd hij bij de verkiezingen van 1947 gekozen in de Senaat van de Filipijnen. Er werd echter bezwaar ingediend tegen de verkiezingsuitslag. In 1949 verklaarde het Senate Electoral Tribunal het bezwaar gegrond en werd hij in de Senaat vervangen door Eulogio Rodriguez sr.. In 1951 deed Tan mee aan speciale verkiezingen voor de vrijgekomen Senaatszetel van de tot vicepresident gekozen Fernando Lopez. Hij eindigde daarbij op de vierde plaats achter winnaar Felixberto Verano en Cornelio Villareal en Prospero Sanidad. In 1954 werd hij echter op opnieuw voor een termijn van drie jaar gekozen tot afgevaardigde van het 1e kiesdistrict van Leyte.
Tan was getrouwd met Isabel Mirasol.

### Boeken
- Felixberto G. Bustos, Abelardo J. Fajardo (1934) New Philippines; a book on the building up of a new nation, Carmelo & Bauermann, Inc.
- Miguel R. Cornejo (1939) Cornejo's Commonwealth directory of the Philippines, Encyclopedic ed., Manilla
- Remigio Agpalo, Bernadita Churchill, Peronilla Bn. Daroy en Samuel Tan (1997), The Philippine Senate, Dick Baldovino Enterprises
- Isidro L. Retizos en D. H. Soriano (1957) The Philippines Who's who, Who's Who Publishers, 1st ed.

### Websites
- Online Roster of Philippine Legislators, website Filipijns Huis van Afgevaardigden (geraadpleegd op 7 augustus 2015)
- Profiel Carlos Tan, website Filipijnse Senaat (geraadpleegd op 7 augustus 2015)